# Thalathoides
Thalathoides là một chi bướm đêm thuộc họ Noctuidae.

## Loài
- Thalathoides conjecturalis Swinhoe, 1890
- Thalathoides curtalis Holloway, 1989